# Macchina parlante di Wolfgang von Kempelen

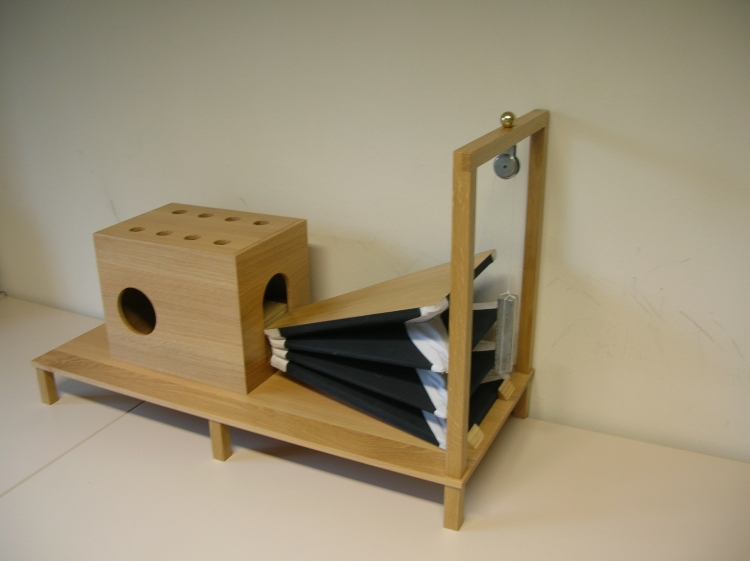
Una replica della macchina parlante di Kempelen, costruita tra 2007 2009 presso il Dipartimento di Fonetica dell'Università della Saarland, a Saarbrücken, in Germania

La macchina parlante di Wolfgang von Kempelen è un sintetizzatore vocale azionato manualmente, sviluppato a partire dal 1769 dallo scrittore e inventore austro-ungarico Wolfgang von Kempelen . Nel medesimo anno egli mise a punto anche una più famosa invenzione, Il Turco, un automa giocatore di scacchi che in seguito si rivelò essere una sofisticata truffa: era in realtà azionato da uno scacchista umano occultato al suo interno.  Mentre la costruzione del turco richiese appena sei mesi, la macchina parlante occupò Kempelen per vent'anni della sua vita.  Dopo due buchi nell'acqua nel corso dei primi cinque anni di ricerca, Kempelen elaborò un terzo progetto degno di essere considerato "definitivo": un modello rappresentativo funzionante del tratto vocale umano.